# La veritat fa mal
La veritat fa mal (nom original en anglès: Concussion) és una pel·lícula dramàtica 2015 de gènere biogràfic, esports i mèdica, dirigida i escrita per Peter Landesman, basat en l'article de 2009 a la revista GQ anomenat joc Cerebral de Joana Maria Laskas, i protagonitzada per Will Smith com el Dr. Bennet Omalu, un patòleg forense nigerià que va lluitar contra els esforços de la National Football League per suprimir la seva investigació sobre la lesió crònica de nom encefalopatia traumàtica crònica (ETC) que pateixen els jugadors de futbol professionals. La pel·lícula també és protagonitzada per Alec Baldwin, Gugu Mbatha-Raw i Albert Brooks. Columbia Pictures va estrenar la pel·lícula el 25 de desembre del 2015. Aquesta pel·lícula ha estat doblada al català.

## Argument
L'any 2002. el excentres els Pittsburgh Steelers Mike Webster va ser trobat mort en la seva camioneta. Bennet Omalu, un patòleg forense de l'oficina metge forense del comtat d'Allegheny, Pennsylvania, s'encarrega de l'autòpsia de Webster, i descobreix que té un dany cerebral sever. Ell en última instància determina que Webster va morir com a conseqüència dels efectes a llarg termini dels repetits cops al cap, un trastorn que ell anomena Encefalopatia traumàtica crònica (ETC). Amb l'ajuda de l'exmetge de l'equip dels Steelers Julian Balls, un col·lega neuròleg Steven T. DeKosky i el forense del comtat Cyril Wecht, Omalu publica un document sobre les seves troballes, que és inicialment rebutjat per la NFL.
En els propers anys, Omalu descobreix que tres exjugadors de la NFL morts, Terry llarg, Justin Strzelczyk i Andre Waters, que tenien símptomes molt similars als de Webster. Finalment, persuadeix al recentment nomenat comissionat de la NFL Roger Goodell per presentar les seves conclusions davant d'un comitè de seguretat dels jugadors. No obstant això, la NFL no pren seriosament a Omalu; al qual ni tan sols li permeten estar en l'espai per a la presentació, el que va obligar a Balls per donar per ell.
Omalu és sotmès a una pressió considerable perquè es retracti dels seus esforços. Wecht és sotmès a una persecució per motius polítics per càrrecs de corrupció. L'esposa d'Omalu, Prema, pateix un avortament involuntari després de ser assetjada. Els Omalus es veuen obligats a abandonar la seva llar ideal i s'anés de Pittsburgh. Es traslladen a Lodi, Califòrnia; on Omalu pren un treball al Comtat a l'oficina del metge forense de Sant Joaquim. No obstant això, ell és justificat quan els exjugadors de l'Associació executiva de la NFL, Dave Duerson se suïcida a causa dels seus creixents problemes cognitius; en la seva nota de suïcidi, Duerson admet que Omalu tenia raó. A Omalu se li permet fer front a una conferència NFLPA sobre les commocions cerebrals i l'encefalopatia traumàtica crònica. Enmig d'un creixent escrutini del Congrés, la NFL es veu obligada a portar l'assumpte de l'encefalopatia traumàtica crònica més seriós.
A Omalu se li ofereix una feina com a cap metge forense per al Districte de Columbia, però el rebutja per continuar treballant usant les seves mans amb les autòpsies.

## Repartiment
Will Smith com el Dr. Bennet Omalu
Alec Baldwin com el doctor Julian Balls
Albert Brooks com el Dr. Cyril Wecht
Gugu Mbatha-Raw com Prema Mutisia
David Morse com Mike Webster
Arliss Howard com el Dr. Joseph Maroon
Mike O'Malley com Daniel Sullivan
Eddie Marsan com el Dr. Steven DeKosky
Hill Harper com Christopher Jones
Adewale Akinnuoye-Agbaje com Dave Duerson
Stephen Moyer com el Dr. Ron Hamilton
Richard T. Jones com Andre Waters
Paul Reiser com el Dr. Elliot Pellman
Luke Wilson com Roger Goodell
Sara Lindsey com Gracie
Mateu Willig com Justin Strzelczyk
Bitsie Tulloch com Kean Strzelczyk
Ema Ikwuakor com AMOB Okoye

## Producció
La idea de Ridley Scott d'una pel·lícula de la commoció en la NFL va ser inspirada per l'estudi del Dr. Bennett Omalu sobre exestrellas de la NFL SEAU i de Dave Duerson, tots dos dels quals es van suïcidar després de patir d'encefalopatia traumàtica crònica (ETC). Scott va ser anunciat per dirigir després de la seva pel·lícula Èxode: Déus i Reis., Mentre que ell i Facio estaven buscant un escriptor d'una llista Al novembre i desembre de 2013, dues pel·lícules més sobre la concussió a la NFL estaven en desenvolupament, la primera desenvolupada amb l'escriptor / director Matthew A. Cherry, i l'altra pel·lícula Lliga de negació amb els productors Walter Parkes i Laurie MacDonald. Landesman havia basat el seu guió en l'article de GQ de 2009 Joc cerebral fet per Joana Maria Laskas. Smith i Marsan prèviament van aparèixer junts en la pel·lícula de 2008 de superherois Hancock.
rodatge
La fotografia principal d'concussion va començar el 27 d'octubre de 2014, a Pittsburgh, Pennsylvania, i es va filmar allà fins a mitjans de gener. Una de les escenes clau de la pel·lícula es va rodar al restaurant Altius a Mount Washington, barri de Pittsburgh. Altres llocs inclouen una església en el Districte de Pittsburgh Hill, la Biblioteca Carnegie Braddock, i al centre de Pittsburgh.
música
James Newton Howard va compondre la música per a concussion. Klayton (frontman de Celldweller) va proporcionar la programació de sintetitzador per a la puntuación.11 El cantant Leon Bridges d'R & B proporciona una nova cançó, anomenada "So Long".
Llançament
Sony va establir la data del 25 de desembre de 2015 per alliberar la pel·lícula.
El primer tràiler de La veritat fa mal va ser llançada a YouTube el 31 d'agost de 2015 Sony Pictures Entertainment.
La comercialització inclou la publicitat de l'emissió de cinema durant els partits de la NFL.
Inici en els mitjans
La veritat fa mal va ser llançada en Blu-ray i DVD el 15 de març del 2016.
Recepció
Taquilla
A partir del 18 de gener de 2016, La veritat fa mal ha recaptat $ 33.100.000 a Amèrica del Nord i $ 3,3 milions en altres territoris per a un total mundial de $ 36,4 milions, enfront d'un pressupost de $ 47 milions.
Als Estats Units i Canadà, la pel·lícula es va estrenar el 25 de desembre de 2015 al costat de Inici de pare, Alegria, Point Break, i l'expansió a nivell nacional de The Big Short. En el seu primer cap de setmana, la pel·lícula es va projectar i va recaptar $ 8-10 milions de dòlars de 2.841 sales de cine.17 Es va acabar guanyant en total $ 10.500.000, acabant setè a la taquilla.
La resposta crítica
En Rotten Tomatoes, la pel·lícula té una qualificació de 63%, basada en 126 comentaris, amb una qualificació mitjana de 6.2 / 10. El consens del lloc diu: "concussion fa un aterra sòlid, ben actuada-colpejada en el seu tema de manera impressionant ja temps, fins i tot si el seu tradicional estructura de drama esportiu és una mica massa fort per merèixer un complet a la dansa a la zona d'anotació. "No obstant això, l'actuació de Will Smith va ser àmpliament lloada, Denver Post que va qualificar d '" una persona sensible, amb rendiment discret ". en Metacritic, concussion té una puntuació de 56 sobre 100, basat en 38 crítiques, el que indica" crítiques mixtes o mitjana ".20 en Cinemascore, el públic va donar a la pel·lícula una qualificació mitjana d ' "a" en una escala de A + a F.
Controvèrsia
Els familiars de David Duerson, exjugador de la NFL que patia d'ETC, van afirmar que la pel·lícula retrata Duerson en una mala llum. En una escena, el personatge de Duerson diu el personatge de Omalu un "curandero", a més que li deia "per tornar a l'Àfrica" i "allunyar del nostre joc." En una altra escena de la pel·lícula, Duerson burlaven de l'ex jugador de la NFL Andre Waters quan van presentar una sol·licitud de prestacions en relació amb les lesions al cap que va patir mentre jugava en la NFL. Membres de la família de Duerson van declarar que aquestes escenes eren falses.
En resposta, Landesman, director de la pel·lícula, va dir que la pel·lícula era "emocional i espiritualment precisa fins al final".
El 21 de desembre de 2015 el escriptor de Pizarra Daniel Engber va publicar un article crític amb la dramatització pel cinema, citant en particular a l'Institut Nacional de 2012 per a la seguretat i l'estudi de la Salut que indica que els jugadors de futbol, en mitjana, en comparació de la població en el seu conjunt, viure vides més llargues, encara que l'estudi també indica, com Engber assenyala, que els exjugadors de futbol són també més propensos a patir i morir de la malaltia neurodegenerativa.